# Eredità non mendeliana
L'espressione eredità non mendeliana si riferisce ad un qualsiasi modello ereditario in cui i singoli componenti non segregano secondo i principi dell'ereditarietà mendeliana. 
L'eredità non mendeliana può giocare un ruolo fondamentale in alcune malattie genetiche.

## Eredità extranucleare
Non tutti i geni di un individuo sono collocati nei cromosomi, alcuni sono collocati in organelli (mitocondri e cloroplasti).
Un tipo di eredità non mendeliana è l'eredità extranucleare. I modi di trasmissione mostrati dai geni localizzati negli organelli differiscono completamente da quelli dei geni nucleari, la cui trasmissione è descritta appunto dalla eredità mendeliana; per stabilire che un fenotipo è dovuto a un gene extranucleare piuttosto che ad un gene nucleare ci si basa quindi primariamente sulla comparsa di risultati completamente divergenti dalle attese di un incrocio di geni nucleari, che come è noto sono allocati nei cromosomi e seguono il processo riproduttivo detto meiosi.
I geni extranucleari non subiscono quindi la ricombinazione del materiale genetico (crossing over), proveniente dai genitori, potente mezzo di variabilità genetica, ma manifestano invece generalmente il fenomeno di eredità uniparentale: tutta la progenie, sia femminile sia maschile ha il fenotipo degli organuli di un genitore soltanto.
Negli eucarioti superiori è il genotipo materno extranucleare che è espresso in modo pressoché esclusivo, cioè la trasmissione dal maschio è esigua o nulla; gli organuli che contengono tale tipo di materiale genetico, pur esistendo negli individui maschili, non sono recati dai loro gameti.
Il materiale genetico soggetto alla eredità non mendeliana presenta una sua stabilità strutturale dovuta alla mancata ricombinazione, ma tale stabilità è insidiata dalla possibilità di mutazione, che è invece alquanto influente; molte combinazioni mutazionali vitali sono spesso presenti anche all'interno dello stesso organulo.
Conoscendo la frequenza stimata di tali mutazioni si possono praticare interessanti indagini collaterali alla genetica delle popolazioni.
Essendo affluente da una sola origine il materiale genetico degli organuli, pur stabile e strutturalmente semplice, è fortemente vulnerabile. Appunto per la sua semplicità ed elementarità le eventuali anomalie non sono mediate da un diverso afflusso, le combinazioni degenerate possono produrre patologie spesso gravissime ed incompatibili con la sopravvivenza; sono spesso causa primaria grave di sterilità.
Un esempio importante di eredità extranucleare è l'eredità mitocondriale.

## Imprinting genomico
Un altro esempio di ciò è fornito dall'imprinting genomico. Come nell'eredità mendeliana, alcuni geni per determinati caratteri sono trasmessi alla progenie da entrambi i genitori. Tuttavia, questi geni vengono marcati chimicamente (metilati, ad esempio) prima di essere trasmessi, in modo tale che ne venga inibita la loro espressione. Tale modificazione avviene a livello della meiosi, mentre nelle cellule somatiche non viene effettuata. Di conseguenza avrà effetto solo sui gameti (e quindi sul futuro zigote), in modo che sia possibile una diversa combinazione di geni marcati ad ogni generazione. 
Nei topi, ad esempio, il gene che codifica il Fattore di crescita insulino-simile 2 (IGF2), fondamentale per il corretto sviluppo dell'embrione, è sottoposto ad imprinting, precisamente dalla madre. Ciò significa che un organismo eterozigote per questo gene che eredita il gene funzionante dalla madre sarà affetto da nanismo. Questo avviene poiché il gene igf2 ereditato per via materna è marcato, e non potrà essere espresso nelle cellule somatiche degli individui della progenie.
L'imprinting genomico ha un significato ben preciso, che è quello di bilanciare il dosaggio genico. I geni che sono sottoposti ad imprinting devono presentare un livello di espressione relativamente basso, poiché la completa attivazione di entrambi, nei due differenti cromosomi, produrrebbe una quantità eccessiva di proteina.
Infatti, anche due geni non marcati ( di cui uno dovrebbe essere sottoposto ad imprinting) possono generare alcune anomalie genetiche, come dimostrano esperimenti effettuati su topi il cui corredo genetico ha un'origine di tipo uniparentale.
Ad oggi sono stati individuati circa 100 geni sottoposti ad imprinting.